# Vlajka Mississippi

Mississippská vlajka
Poměr stran: 5:8

Vlajka Mississippi, jednoho z federálních států USA, je od 3. listopadu 2020 tvořena listem o poměru stran 5:8 s pěti svislými pruhy: červeným, žlutým, modrým, žlutým a červeným, v poměru šířek 6:1:14:1:6. Uprostřed modrého pruhu je květ magnolie se žlutým středem, obklopený do kruhu nahoře žlutou hvězdou, s cípy oddělenými od sebe úzkými, modrými linkami, a s deseti menšími, bílými hvězdami po obou stranách a dole bílým písmem psaný opisem „IN GOD WE TRUST“ (česky Věříme v Boha).
Vlajka je nazývána též „The New Magnolia“ (strom magnolie byl již na první vlajce Mississippi). Magnolie je již dlouhou dobu užívána k reprezentaci státu (symbolizuje pohostinnost, naději, znovuzrození státu a jeho postup vpřed). Zobrazení magnolie koresponduje s přezdívkou státu, „Magnolia State“. 20 menších hvězd připomíná, že Mississippi bylo dvacátým státem, který se připojil k USA. Žlutá hvězda symbolizuje původní obyvatele. Červená barva na listu symbolizuje odolnost a srdnatost, žlutá bohatou historii státu a modrá bdělost, spravedlnost a vytrvalost. Opis „IN GOD WE TRUST“ je oficiální motto Spojených států amerických.

## Historie
Stát Mississippi měl ve své historii celkem tři různé státní vlajky.

### První vlajka
První vlajka, známá jako „Magnolia Flag“, byla přijata v roce 1861. Vlajka byla tvořena bílým listem s červeným lemem, v jehož středu byl vyobrazen strom magnolie a s modrým polem v žerďovém rohu vlajky s bílou, pěticípou hvězdou. Tato vlajka byla v roce 1865 prohlášena ústavodárným shromážděním za nulitní. Stát byl bez vlajky až do roku 1894, kdy byla přijata vlajka nová.

Mississippska vlajka (1861–1865, později prohlášena za nulitní) Poměr stran: 5:8
Vlajka, užívaná veterány občanské války, mylně ztotožňovaná s historickou státní vlajkou Poměr stran: 5:8

### Druhá vlajka
Druhá vlajka, navržená Edwardem N. Scudderem, byla přijata v roce 1894. Byla tvořena třemi vodorovnými pruhy: modrým, bílým a červeným, s karé obsahující konfederační bojovou zástavu. Třináct hvězd bylo oficiálně vykládáno jako připomínka původních třinácti zakládajících států. V roce 1906 nebyl, po revizi právního řádu, zákon z roku 1894 nedopatřením obnoven a vlajka se tak stala až do roku 2000 de iure neoficiální. V letech 2003–2020 šlo o jedinou státní vlajku obsahující konfederační bojovou zástavu. V letech 1996 a 2001 došlo ke změně odstínu barev na vlajce. 

Mississippská vlajka (1894–1996) Poměr stran: 2:3
Mississippská vlajka (1996–2001) Poměr stran: 2:3
Mississippská vlajka (2001–2020) Poměr stran: 2:3

Politici opakovaně navrhovali změnu vlajky. První referendu o změně vlajky proběhlo v roce 2001. Debaty změně designu vlajky byly oživeny zvláště po střelbě v kostele v Charlestonu a zabití George Floyda.

Návrh vlajky v referendu v roce 2001 Poměr stran: 3:5

### Výběr nové vlajky v roce 2020
28. června 2020, během protestů souvisejících se smrtí George Floyda, přijalo zákonodárné shromáždění státu Mississippi návrh zákona o zrušení částí státního zákoníku, obsahujícího ustanovení o státní vlajce, nařídilo odstranění dosavadní vlajky z veřejných budov. 30. června 2020 podepsal tento zákon guvernér Tate Reeves. Zákon také stanovil, že novou vlajku navrhne jmenovaná komise, a bude potvrzena celostátním referendem v listopadu. V zadání bylo, že vlajka nesmí obsahovat žádná vyjádření konfederačních vlajek a musí obsahovat slova „In God We Trust” (česky Věříme v Boha). Byla zřízena komise pro výběr nové vlajky, která do finále vybrala dva návrhy:
- 1. návrh – The Great River Flag, autor Micah Whitson
- 2. návrh – The New Magnolia, autor Rocky Vaughan

1. návrh (The Great River Flag) Poměr stran: 5:8
2. návrh (The New Magnolia) Poměr stran: 5:8

Od 30. června 2020 neměl stát Mississippi oficiálně žádnou vlajku. Její roli plnila vlajka USA nebo znak státu Mississippi. Od 1. července ale vlála na budově Kapitolu v hlavním městě Jacksonu dočasná vlajka státu Mississippi, vytvořená třemi vodorovnými pruhy: modrým, bílým a červeným s uprostřed umístěnou pečetí státu.

Vlajka USA dočasně nahrazovala mississippskou vlajku v roce 2020 Poměr stran: 10:19
Státní znak Mississippi
Dočasná mississippská vlajka (2020) Poměr stran: 2:3
Pečeť státu Mississippi

V nezávazné anketě, která skončila 1. září, vyhrála varianta The New Magnolia (44 422 hlasů, tj. 59,7 %, oproti 29 989 hlasům, tj. 40, 3 %). 2. září zvolila komise vlajku s magnolií k referendu.
3. listopadu 2020 byla v referendu, konaném souběžně s volbami, schválena varianta vlajky s magnolií.